# Antiquarium Silio Italico
L'Antiquarium Silio Italico, conosciuto anche con il nome di Antiquarium Aequanum, è un museo archeologico ubicato a Vico Equense che raccoglie reperti archeologici rinvenuti nella cittadina della penisola sorrentina.

## Storia e descrizione

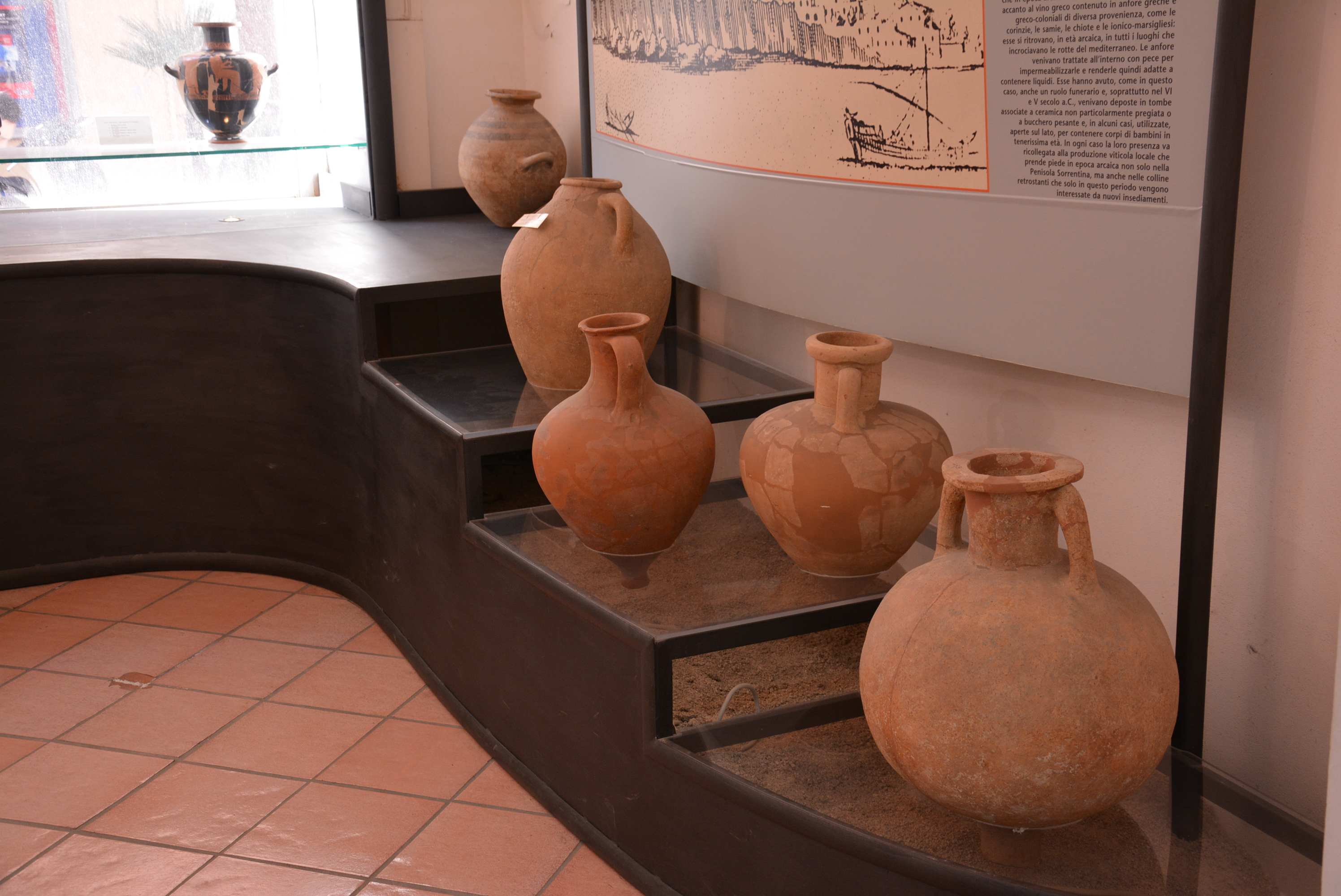
Vasellame in esposizione

Alla fine del XIX secolo, in modo del tutto casuale, nel territorio di Vico Equense, riaffiorarono alcuni reperti sia di epoca romana che precedenti: questi vennero però perduti o entrarono a far parte di collezioni di musei europei e statunitensi. Dal 1960 invece i ritrovamenti aumentarono in modo esponenziale grazie all'ampliamento del centro cittadino, con la costruzione di nuovi edifici: a questo va aggiunta anche la scoperta, nello stesso periodo, di una necropoli, utilizzata dal VII al V secolo a.C., costituita da oltre duecento tombe, molte ad inumazione a cassa di tufo, altre ad incinerazione. La grande quantità di reperti portò il professore Salvatore Ferraro ad aprire un primo antiquarium del 1966, trasferito pochi anni dopo nel collegio Sozi Carafa: tuttavia a causa dell'acquisto dei locali da parte della curia, questo venne chiuso e diversi reperti, come due capitelli dorici in tufo, vennero trasferiti al museo territoriale della penisola sorrentina. Dopo una sistemazione provvisoria nel locali della Biblioteca Pubblica Civica, il museo ha trovato collocazione in tre sale, per un totale di duecento metri quadrati, nel palazzo municipale.
La collezione dell'antiquarium è costituita da circa duecento reperti datati tra il VII secolo a.C. fino periodo romano, rinvenuti tra il 1960 ed il 1970. Sono esposti diversi corredi tombali costituiti da buccheri, ceramiche attiche e vasellame in bronzo, risalente al VI-V secolo a.C., comprendente calderoni, brocche e particolari vasi a becco d'anatra, oltre a fibule in argento, bronzo e ferro, anelli, spiedi, coltelli, portafiaccole ed alari: non mancano armi, appartenute a popolazioni italiche e osche, come una cuspide di una lancia, un'ascia ed una punta di un giavellotto. Sono esposti poi vasi attici a figure nere e rosse, ed anfore di tipo etrusco, ionico e corinzio, utilizzate per il trasporto del vino o come tombe all'interno delle quali venivano posti i corpi di bambini; uno tra i pezzi più caratteristici della collezione è un vaso sul quale sono riportate delle iscrizioni in lingua italica, con caratteri dell'alfabeto nucerino. Sono inoltre presenti vasi in argilla ed in ceramica acroma, alcuni a figure nere e a vernice nera, monili ed utensili: tutti i reperti sono accompagnati da schede descrittive e pannelli didattici illustrano le varie campagne di scavo, in particolar modo quelle della necropoli.